# 佐藤俊介 (吹奏楽作曲家)
佐藤 俊介（さとう しゅんすけ、1988年〈昭和63年〉 - ）は、日本の元作曲家。

## 人物・来歴
茨城県出身。ひたちなか市立大島中学校卒業。2007年（平成19年）、茨城県立水戸第一高等学校卒業。2011年（平成23年）3月、東京音楽大学作曲指揮専攻、作曲「芸術音楽コース」卒業。演奏者としてはチューバを演奏する。
水戸一高在学時に作曲した「サンライズマーチ」が、2005年度全日本吹奏楽コンクールの課題曲IVに採用された。他に、日立市・吉田正記念事業推進委員会主催の吉田メロディー吹奏楽アレンジ全国募集でも入選を果たしている。
作曲を、池辺晋一郎、遠藤雅夫、高橋理文に師事。作曲の会「Shining」の会員で、2008年（平成20年）に初代副会長に就任したのち、2010年からは会長を務めていた。他にも吹奏楽作品がある。
2014年（平成26年）頃、朝日作曲賞の本選まで進むも落選。翌年に鉄道の運転士への登用試験を受けて合格。現在は音楽からは身を引き、運転士として働いている。

## 主な作品
- サンライズマーチ（2005年度全日本吹奏楽コンクール課題曲IV）
- ピアノと2つの声による「Requiem」（2007年11月3日　東京音楽大学に於いて初演　出演　佐藤俊介　郷田侑典　Pf　町田竜太）
- System for Quartet(作曲の会「Shining」第一回作品発表会初演曲,BT4)
- マーチ「陽気な日曜日」(作曲の会「Shining」第一回作品発表会初演曲 W.O.）
- 乱反射（作曲の会「Shining」第二回作品発表会初演曲,Br.5)
- 個人的な饗宴（作曲の会「Shining」第三回作品発表会初演曲,W.O.)